# Sainte-Pience
Sainte-Pience település Franciaországban, Manche megyében. Lakosainak száma 318 fő (2013). Sainte-Pience Plomb községgel határos.

## Népesség
A település népessége az elmúlt években az alábbi módon változott:
| Lakosok száma | 387  | 349  | 256  | 256  | 230  | 238  | 267  | 318  |
|               | 1962 | 1968 | 1975 | 1982 | 1990 | 1999 | 2008 | 2013 |